# Aglaoctenus castaneus
Aglaoctenus castaneus là một loài nhện trong họ Lycosidae.
Loài này thuộc chi Aglaoctenus. Aglaoctenus castaneus được Cândido Firmino de Mello-Leitão miêu tả năm 1942.